# 미클로시 벨러

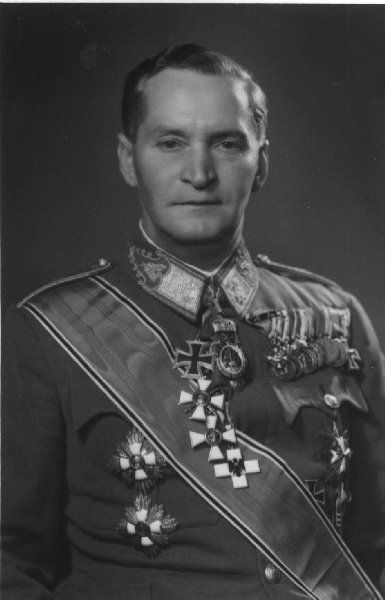
미클로시 벨러

미클로시 벨러(헝가리어: Miklós Béla, 1890년 6월 11일 부다페스트 ~ 1948년 11월 21일 부다페스트)는 헝가리의 정치인이다.
부다페스트에서 세케이인 귀족인 미클로시 게르게이(Miklós Gergely)의 아들로 태어났다. 1907년 쇼프론 혼베드(Honvéd) 김나지움을 졸업했으며 1910년에는 부다페스트 루도비커(Ludovika) 군사 학교를 졸업했다. 제1차 세계 대전에서는 육군 중위로 참전했고 제1차 세계 대전 종전과 함께 헝가리로 귀환했다.
1920년부터 1921년까지 헝가리 육군 작전 참모 대학에 재학했으며 1921년에는 국방부에 배속되었다. 1929년 헝가리의 호르티 미클로시로부터 기사 칭호를 받은 뒤부터 호르티 미클로시의 차석 부관으로 근무했다. 1933년부터 1936년까지 베를린, 스톡홀름 주재 무관으로 근무했다.
1944년 8월 1일 헝가리 육군 제1군 사령관으로 임명되면서 제2차 세계 대전에 참전했다. 1944년 12월 21일에는 소련의 지원을 받은 헝가리 최고국가평의회로부터 데브레첸에서 수립된 임시 정부의 수반으로 선출되었다. 임시 정부의 수반으로 임명된 이후에는 나치 독일에 우호적이었던 단체, 정당들을 해산시켰지만 소련의 괴뢰 정권이었기 때문에 소련에 우호적인 정책만을 시행할 수밖에 없었다. 1945년 11월 15일 틸디 졸탄에게 총리 자리를 넘겨줬다.
1947년에 실시된 헝가리 총선거에서 앞서고 헝가리 독립당 대표로 선출되었지만 공산주의 세력에 의해 실각되었고 그의 가족들 또한 박해를 받게 된다. 1948년 11월 21일 부다페스트에서 사망했지만 장례식에서는 군인으로서의 대우를 받지 못했다.